# Perla-Gelbschulterfledermaus
Die Perla-Gelbschulterfledermaus (Sturnira perla) ist ein im nordwestlichen Ecuador verbreitetes Fledertier in der Unterfamilie der Fruchtvampire.

## Merkmale
Die Art ist, wie die Nördliche Gelbschulterfledermaus (Sturnira parvidens), ein mittelgroßer Gattungsvertreter und erreicht eine Kopf-Rumpf-Länge von 56 bis 66 mm, eine Unterarmlänge von 41 bis 45 mm sowie ein Gewicht um 18 g. Ein Schwanz fehlt und die Ohren sind 14 bis 17 mm lang. Die für alle Gelbschulterfledermäuse typischen gelben oder rötlichen Flecken auf den Schultern sind vorhanden und die graubraunen Haare der Oberseite haben vier Abschnitte mit variierender Helligkeit. Unterseits kommen hellere Haare mit drei Abschnitten vor. Kennzeichnend ist der robuste, fast kugelrunde Schädel. Die Höcker der unteren Molaren auf der Innenseite sind undeutlich.

## Verbreitung und Lebensweise
Das Verbreitungsgebiet liegt in der Provinz Esmeraldas an den Westhängen der Anden und in angrenzenden Regionen. Die hügelige Landschaft liegt auf 35 bis 700 Meter Höhe und zählt zur biogeographischen Region Tumbes-Chocó-Magdalena. Der Fundort des Typusexemplars war ein Schutzgebiet, das von Plantagen umgeben ist.
Andere Gelbschulterfledermäuse fressen vorwiegend Früchte der Gattungen Nachtschatten und Pfeffer. Der runde Schädel könnte auf andere Nahrungsquellen hindeuten. Die Perla-Gelbschulterfledermaus begibt sich nachts auf Nahrungssuche.

## Gefährdung
Die Urbanisierung ist im nordwestlichen Ecuador weit vorangeschritten. Bis 2026 wurden 14 Exemplare der Art in kleinen Waldflecken gefunden. Die Größe der Gesamtpopulation ist nicht bekannt. So wird die Art von der IUCN mit unzureichende Datenlage (Data Deficient) gelistet.